# 2023 PZ
2023 PZ es asteroide Atón y un objeto próximo a la Tierra (NEO) con un diámetro estimado entre 4,3 y 9,5 metros. El cuerpo pasará a una distancia nominal de sólo 522.488 km (0,003 UA) de la Tierra, el 17 de agosto de 2023, a las 23:24 UTC.

## Datos de aproximación más cercana
| Fecha/Hora (UTC)            | Distancia mínima a la Tierra | Distancia mínima a la Tierra | Distancia máxima a la Tierra | Distancia máxima a la Tierra | Velocidad relativa (km/s) | Magnitud aparente |
| Fecha/Hora (UTC)            | km                           | UA                           | km                           | UA                           | Velocidad relativa (km/s) | Magnitud aparente |
| --------------------------- | ---------------------------- | ---------------------------- | ---------------------------- | ---------------------------- | ------------------------- | ----------------- |
| 17 de agosto de 2023, 23:24 | 521.613                      | 0,00349                      | 523.361                      | 0,00350                      | 1.57                      | 17.71             |

No hay riesgo de un impacto en la Tierra durante el acercamiento a la Tierra en agosto de 2023. Suponiendo que el asteroide tiene entre 14 y 30 metros de diámetro, un impacto por él no alcanzaría el suelo y se desfragmentaría a unos 30 km de la superficie.

## Próximos acercamientos a la Tierra
| Fecha/Hora (UTC)                     | Distancia mínima a la Tierra | Distancia mínima a la Tierra | Distancia máxima a la Tierra | Distancia máxima a la Tierra | Velocidad relativa (km/s) |
| Fecha/Hora (UTC)                     | km                           | UA                           | km                           | UA                           | Velocidad relativa (km/s) |
| ------------------------------------ | ---------------------------- | ---------------------------- | ---------------------------- | ---------------------------- | ------------------------- |
| 17 de agosto de 2024, 08:40 ± 00:57  | 42.672.114                   | 0,28525                      | 43.350.358                   | 0,28978                      | 9.50                      |
| 13 de junio de 2041, 05:38 ± 1_18:09 | 59.649.626                   | 0,39873                      | 72.220.415                   | 0,48276                      | 13.99                     |
| 29 de mayo de 2042, 23:46 ± 1_16:07  | 15.290.312                   | 0,10221                      | 28.641.924                   | 0,19146                      | 5.30                      |
| 25 de agosto de 2043, 22:22 ± 13:32  | 8.584.662                    | 0,05738                      | 21.424.600                   | 0,14321                      | 4.01                      |
| 10 de agosto de 2044, 09:09 ± 18:13  | 55.588.259                   | 0,37158                      | 64.928.944                   | 0,43402                      | 12.91                     |